# Miasto Ogród Wiskitno
Miasto Ogród Wiskitno – dawna miejscowość, od 1946 część Łodzi na Górnej, w obrębie osiedla administracyjnego Wiskitno. Leży na południu miasta.
Granice osiedla wyznaczają: od wschodu ulica Tomaszowska, od północny ulica Małego Rycerza, od południa ulica Kolumny. Wewnętrzny układ osiedla wyznacza szereg diagonalnie ułożonych ulic, w tym: Suszarniana, Transportowa, Jedwabnicza, Czółenkowa, Gatunkowa, Ciągnikowa, Kopalniana, Elewatorowa.

## Historia
Miejscowość podłódzka zbudowana na wzór koncepcji miasto ogród. W okresie międzywojennym należała do gminie Wiskitno w powiecie łódzkiem w woj. łódzkim. 1 września 1933 utworzono gromadę (sołectwo) Wiskitno w granicach gminy Wiskitno, składającą się ze wsi, folwarku i osaday młynarskiej Wiskitno, wsi Wiskitno Nr 2, wsi Wiskitno Nr 5 oraz Miasta Ogrodu Wiskitno.
Podczas II wojny światowej włączone do III Rzeszy. Po wojnie Miasto-Ogród Wiskitno powróciło na krótko do powiatu łódzkiego woj. łódzkim, lecz już 13 lutego 1946 włączono je do Łodzi. Południowo-wschodnia krawędź Miasta-Ogrodu Wiskitno stanowiła granicę Łodzi do momentu jej zwiększenia w 1988 roku.